# القراه
ال-قراه یک منطقهٔ مسکونی در یمن است که در استان حضرموت واقع شده‌است.